# Dezvoltare software
Dezvoltarea software este procesul de concepere, specificare, proiectare, programare, documentare, testare și remediere a erorilor implicate în crearea și întreținerea aplicațiilor, software framework sau a altor componente software. Dezvoltarea software este un proces de scriere și întreținere a codului sursă, dar într-un sens mai larg, include tot ceea ce este implicat între concepția software-ului dorit până la manifestarea finală a software-ului, uneori într-un proces planificat și structurat. Prin urmare, dezvoltarea de software poate include cercetare, dezvoltare nouă, prototipare, modificare, reutilizare, reinginerie, întreținere sau orice alte activități care au ca rezultat produse software.
Software-ul poate fi dezvoltat pentru o varietate de scopuri, cele mai frecvente trei fiind să răspundă nevoilor specifice ale unui anumit client/afaceri (cazul cu software personalizat), pentru a satisface nevoia percepută a unui set de utilizatori potențiali (cazul comercial și software open source) sau pentru uz personal (de exemplu, un om de știință poate scrie software pentru a automatiza o sarcină banală). Dezvoltarea de software înglobat  (Embedded software development), adică dezvoltarea de software înglobat, cum ar fi cel utilizat pentru controlul produselor de consum, necesită integrarea procesului de dezvoltare cu dezvoltarea produsului fizic controlat. Software-ul sistem stă la baza aplicațiilor și procesului de programare în sine și este adesea dezvoltat separat.
Necesitatea unui control de calitate mai bun al procesului de dezvoltare a software-ului a dat naștere disciplinei de inginerie software, care are ca scop aplicarea abordării sistematice exemplificată în paradigma inginerească procesului de dezvoltare a software-ului.
Există multe abordări în managementul proiectelor software, cunoscute sub numele de modele, metodologii, procese sau modele de dezvoltare a programelor de dezvoltare a software-ului. Modelul cascadei este o versiune tradițională, în contrast cu inovația mai recentă a dezvoltării software agil.